# توني أونيل
توني أونيل (بالإنجليزية: Tony O'Neill)‏ هو كاتب بريطاني، ولد في يوليو 1978 في بلاكبرن في المملكة المتحدة.